# Пелагія Тарсійська
Пелагія Тарсійська (4 століття) — ранньо-християнська свята дівчина красуня, мучениця.

## Життєпис
Свята Пелагія була дівчиною надзвичайної вроди. Невдовзі вона прийняла св. Хрещення. Коли про це довідалася її мати, то привела доньку до імператора Діоклетіана, щоб він її покарав. Свята мучениця Пелагія, діва Тарсійська жила в місті Тарсі Кілікійської області Малої Азії. Вона була дочкою знатних язичників і коли почула від знайомих їй християн проповідь про Ісуса Христа Сина Божого, увірувала в Нього і побажала зберігати цнотливість, присвятивши Господу все своє життя. Спадкоємець імператора Диоклитіана , побачивши дівчину Пелагію, зачарувався її красою і побажав взяти її в дружини. Вона намагалася навернути до віри в Христа свою матір, але озлоблена мати послала сказати царському сину, що Пелагія християнка і не бажає бути його дружиною. Хлопець зрозумів, що Пелагія для нього втрачена, і, не бажаючи віддавати її на муки, сам пронизав себе мечем. 
Тоді мати Пелагії злякалася гніву імператора, зв'язала дочку і відвела її на суд до Диоклитіана як християнку і уявну винуватицю смерті спадкоємця престолу. Імператор зачарувався незвичайною красою дівчини і намагався відвернути її від віри в Христа, обіцяючи їй усілякі земні блага і обіцяючи зробити її своєю першою дружиною. Але свята діва відкинула пропозиції царя. Тоді він розлютився і наказав Пелагії поклонитися поганським божкам, але побожна дівчина не відреклася святої віри. Тоді Діоклетіан наказав кинути її до розпеченого мідного бика, в якому вона й загинула, прославивши Бога мученицькою смертю. Тіло Пелагії погани викинули на вулицю, яке стеріг лев аж до приходу правовірного єпископа. Муки і смерть святої Пелагії відбулися в 290 році. 
У часі царювання імператора Костянтина (306 - 337), коли припинилися гоніння на християн, на місці поховання святої Пелагії була побудована церква.